# Pivovar Lobeč
Pivovar, který se nachází v obci Lobeč v okrese Mělník ve Středočeském kraji,  je od roku 2009 zapsaný jako kulturní památka v Ústředním seznamu nemovitých kulturních památek České republiky. Historický pivovar s renesančním jádrem a s pivovarským muzeem je součástí vesnické památkové zóny Lobeč, vyhlášené 22. září 1995. Areál pivovaru se zároveň nachází na území Chráněné krajinné oblasti, Kokořínsko – Máchův kraj, zasahující do severní poloviny obce Lobeč. Pivovar v Lobči je hodnocen jako architektonická a historická památka zásadního významu.

## Historie
Existence vesnice Lobeč s farním kostelem Povýšení sv. Kříže je doložena už ze 14. století. První písemná zmínka o pivovaru v Lobči je z roku 1586, renesanční jádro stavby pochází z doby kolem roku 1600. Původně řemeslný vrchnostenský pivovar, provozovaný rodem Věžníků, byl radikálně přebudován na parostrojní provoz v závěru 19. století. Přestavbu provedl v letech 1894 až 1897 inženýr Josef Rosenberg, investorem byl JUDr. Rudolf Cicvárek, který byl majitelem pivovaru v letech 1891–1902. Po této přestavbě vznikl hodnotný a také z urbanistického hlediska cenný areál, zahrnující jednotlivé funkční části pivovaru. Stavbu doplnily prostorné klenuté sklepy a lednice, nad původním klenutým sladovnickým humnem vznikla nová velká sýpka.

Na počátku 20. století roční výstav pivovaru, provozovaného jako akciová společnost, činil až deset tisíc hektolitrů piva. Pivovar byl v uvedené době proslulý zejména svými tmavými speciály, jako byl například osmnáctistupňový porter nebo bavorský ležák.

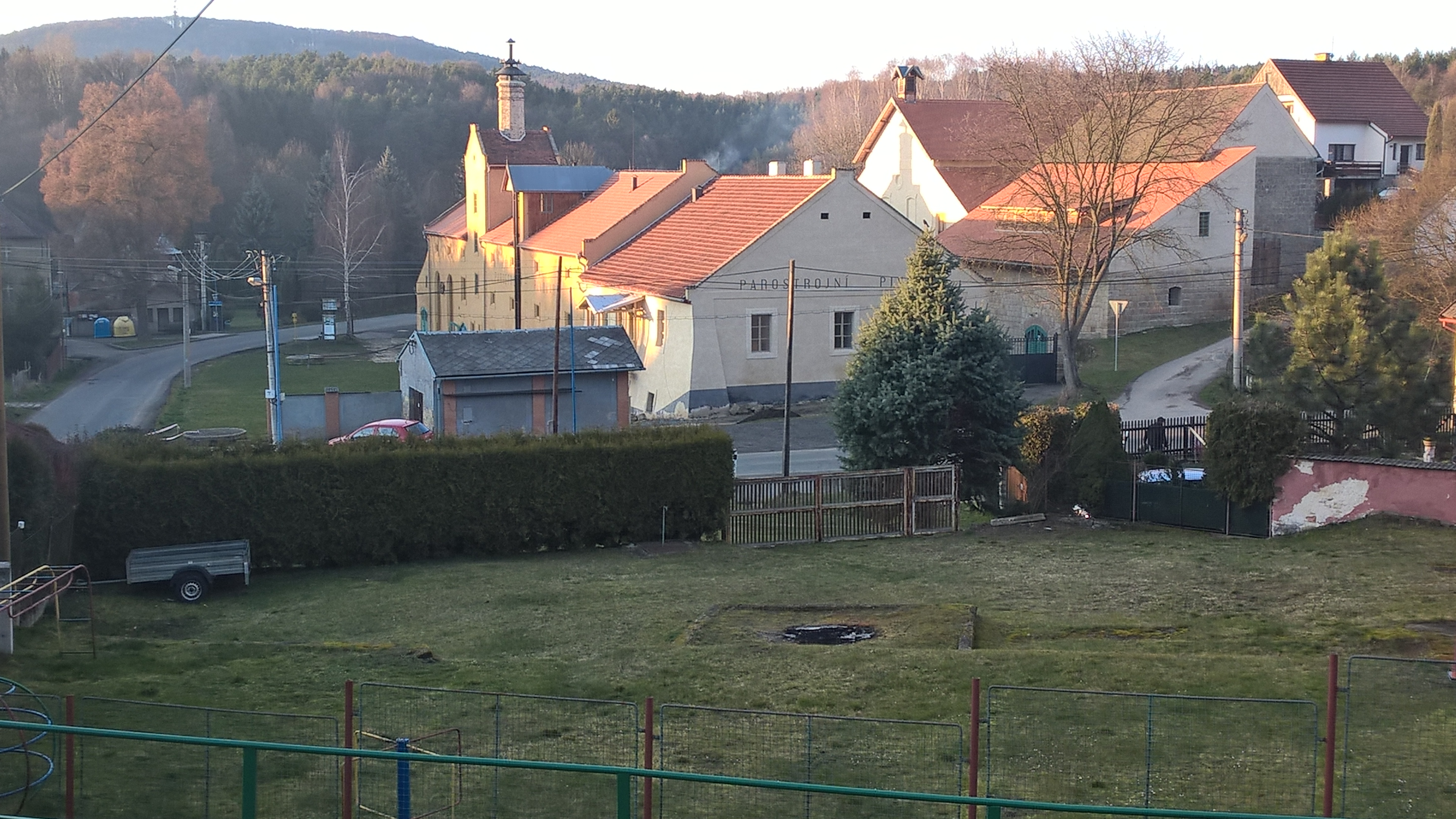
Pohled na areál pivovaru od jihu, v pozadí je Vrátenská hora

V roce 1927 se lobečský pivovar stal součástí Společenského pivovaru Podkováň, který svou historii píše již od roku 1434, kdy byl založen. Výroba piva byla v Lobči zastavena v období druhé světové války v roce 1943. Zrušený lobečský pivovar, stejně jako Pivovar Podkováň, byl znárodněn v roce 1948. Od roku 1956 byly v areálu bývalého pivovaru v Lobči sklady ovoce a zeleniny, později pivovar dále chátral jako součást místního státního statku.
Ani změny vlastnictví, k nimž došlo po listopadu 1989, nepřinesly této památce nic pozitivního, spíše naopak. Část budov, včetně spilek, chladíren, bednáren a ohradní zdi, byla novým majitelem, který získal pivovar v roce 1997, bezdůvodně zdemolována a opuštěný areál byl zdevastován.

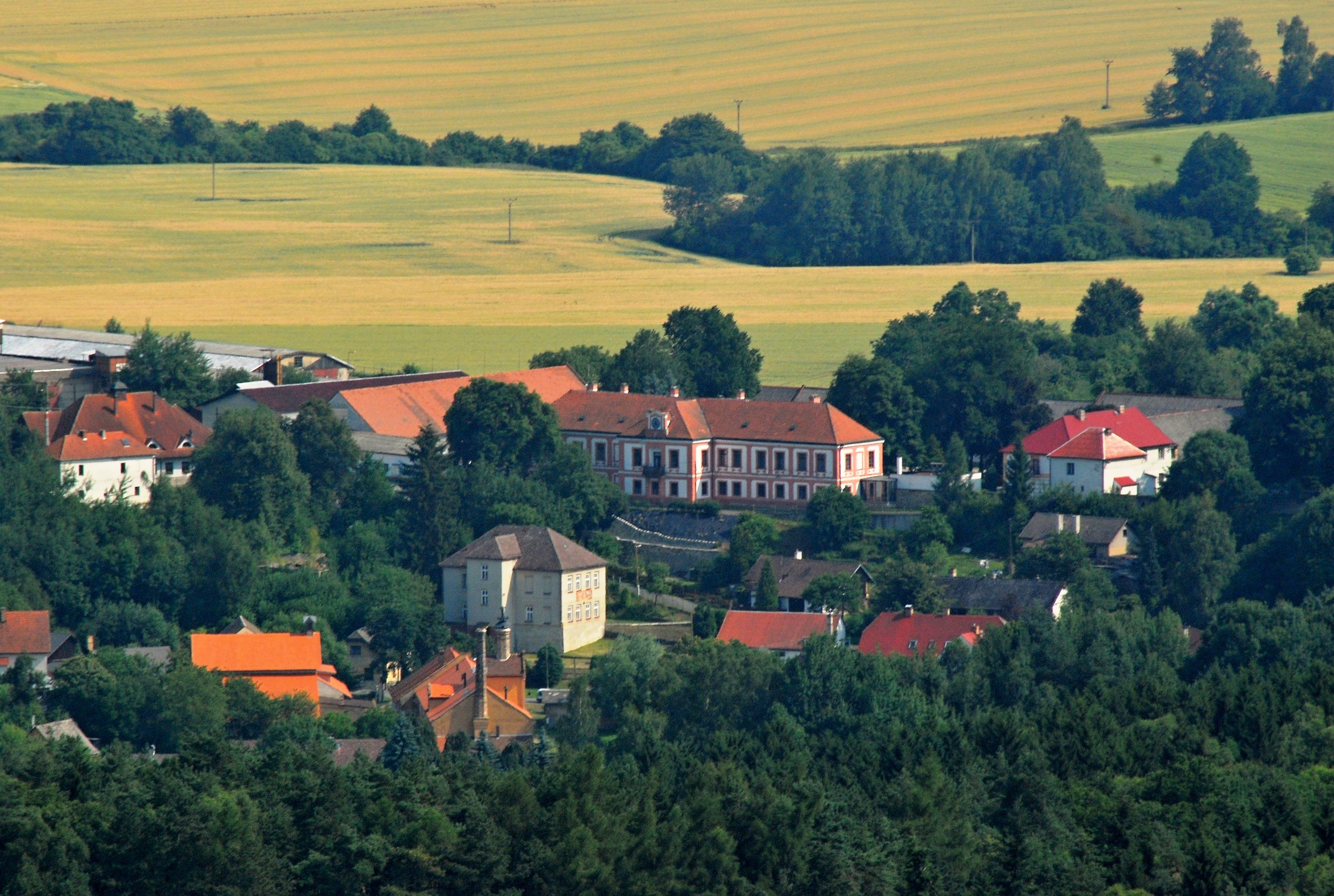
Lobeč od severu – v popředí je pivovar, za ním obecní úřad a zámek

K zásadní změně došlo až v roce 2007, kdy opuštěný areál lobečského pivovaru získala do vlastnictví architektonická platforma RIOFRIO, představovaná architekty Janou a Pavlem Prouzovými, a zahájila jeho obnovu.  O dva roky později byl areál lobečského pivovaru Ministerstvem kultury ČR prohlášen kulturní památkou a v roce 2013 se stal součástí Evropských stezek průmyslového dědictví (ERIH). V roce 2014 byl v areálu zřízen minipivovar, který zde provozuje firma Pivovar Lobeč, s. r. o.
Za záchranu a obnovu pivovaru byli jeho noví majitelé a provozovatelé v roce 2015 odměnění cenou Patrimonium pro futuro. Následně Česká komora architektů nominovala rekonstruovaný objekt na udělení evropské ceny za architekturu Mies van der Rohe Award 2017. Na podzim roku 2019 byl opravený lobečský pivovar poctěn cenou Opera historica, hodnotící památkovou péči v průběhu 30 let od sametové revoluce.

## Popis
Pivovar se nachází v údolí v centrální části obce u silnice č. 273, která vede z Mělníka přes Mšeno, Lobeč, Nosálov, Žďár a Okna do Doks.Areál pivovaru leží v nadmořské výšce kolem 300 metrů a je dobře viditelný z všech stran v obci. Asi šest desítek metrů od pivovaru směrem na jih se nachází budova bývalé měšťanské školy, v níž je umístěn obecní úřad a Muzeum Eduarda Štorcha.Stejným směrem o zhruba čtyřicet metrů dále se rozkládá areál zdejšího barokního zámku, s nímž byl pivovar historicky i vlastnicky provázaný.
Areál pivovaru se skládá ze dvou za sebou řazených souborů provozů a dalších objektů. Podélná osa těchto budov je vedená ve směru severozápad  – jihovýchod. Hlavní budova, která je průčelím obrácená k cestě, zahrnuje garáže, kotelnu a strojovnu s vysokým komínem, varnu, věžový blok sladovnického hvozdu, humno a obytný sládkův dům. Sládkův dům je v přízemí propojený se sladovnou a v jeho patře jsou obytné místnosti. Za touto budovou se nachází úzký dvůr, na jehož druhé straně jsou dvě budovy sklepů a lednic, stáčírna, administrativní budova a další pomocné objekty. V této části se nacházejí také někdejší spilky, z nichž se však dochovaly jen ruiny. Ohradní zeď, která celý areál vymezovala, byla zlikvidována v 90. letech 20. století.
Všechny vyjmenované objekty jsou až na některé menší části  předmětem památkové ochrany. Za nejcennější je považované renesanční jádro pivovaru z počátku 17. století, včetně kleneb a omítek v přízemí i v patře, a zejména pak zdejší klenuté renesanční humno.

## Dostupnost
Majitelé pivovaru v době mimo zimní sezónu umožňují návštěvníkům organizované prohlídky celého areálu. Prohlídky jsou zpoplatněné. Součástí prohlídkové trasy je také návštěva pivovarského muzea, zřízeného v prostorách někdejší sladové půdy. Expozice muzea jsou zaměřeny na nejslavnější období provozu lobečského pivovaru na přelomu 19. a 20. století. Část muzejního prostoru je věnovaná stálé výstavce „Selské brány na Mladoboleslavsku“. V pivovaru jsou pořádány také různé kulturní akce.